# Salatiel
Salatiel o Xealtiel (en hebreu שְׁאַלְתִּיאֵל בן-יהויכין Shə’altî’ēl ben Yehoyakhin) va ser el fill primogènit del rei de Judà Jeconies, que el rei Nabucodonosor II va deportar a Babilònia. Duratn l'exili a Babilònia, Salatiel va ser considerat el segon exilarca (rei a l'exili), després del seu pare.
El seu avi Joiaquim era rei de Judà amb el permís de Babilònia, que havia ocupat el regne. Un dia es va rebel·lar però l'exèrcit de Nabucodonosor II el va vèncer sense dificultats.
Aleshores, el tron el van oferir al príncep hereu Jeconies a canvi d'una promesa de no-sublevació. Les tropes babilòniques van saquejar Jerusalem poc després i es van produir enfrontaments entre els soldats i la població, que van acabar quan Nabucodonosor II va decidir deportar a Babilònia disset mil jueus: el rei Jeconies i tota la família reial, tots els oficials i tots els notables, els artesans i els serrallers, els guerrers experimentats i els homes savis. Tan sols a la gent més pobra se li va permetre quedar-se a les seves llars. D'aquesta manera, Salatiel, príncep hereu del regne de Judà va viure a Babilònia en condicions pèssimes durant els trenta-set anys que el seu pare Jeconies va estar tancat al calabós.
Segons els Evangelis, Salatiel va ser pare de Zorobabel. En canvi, en el Llibre de les Cròniques, es llegeix que Zorobabel era fill de Pedaià i, per tant, nebot de Salatiel. Alguns estudiosos de la Bíblia opinen que la confusió prové del fet que, tal com era costum en l'antiguitat, un home es casava amb la vídua el seu germà. Segons la Bíblia, Pedaià es va casar amb la vídua del seu germà Salatiel i adoptaria Zorobabel com a fill seu.